# 圣克里斯托瓦尔-德塞戈维亚
圣克里斯托瓦尔-德塞戈维亚，是西班牙卡斯蒂利亚-莱昂塞戈维亚省的一个市镇。 总面积6平方公里，总人口1766人（2001年），人口密度294人/平方公里。